# Sifaka's
Sifaka's (Propithecus) zijn een geslacht van halfapen uit de familie der indriachtigen (Indriidae). Net als andere lemuren komen de sifaka's enkel voor op het eiland Madagaskar. De wetenschappelijke naam van het geslacht werd in 1832 gepubliceerd door Edward Turner Bennett. "Sifaka" is een onomatopee, een klanknabootsing van de contactroep "Sjie-fak". Een bekende soort is de verreauxsifaka (Propithecus verreauxi), die behoort tot de best onderzochte zoogdieren van Madagaskar.

## Beschrijving

De meeste sifaka's springen zijwaarts wanneer ze zich over de grond verplaatsen.

Sifaka's behoren tot de grootste nog levende halfapen. Ze hebben een lange, wollige, kleurrijke vacht, met een grote variatie tussen de verscheidene soorten, van geheel wit in de zijdesifaka tot geheel zwart in Perriers sifaka. Veel soorten hebben gele, oranje, bruine en/of grijze vlakken op hun vacht.
De staart is meestal net zo lang als de rest van het lichaam, en kan op de buikzijde worden opgerold. Het hoofd is rond. Het kale, zwarte gezicht heeft grote, naar voren gerichte ogen, kleine oortjes en een duidelijk aanwezige snuit.
Sifaka's zijn de enige zoogdieren die zich over de grond verplaatsen door middel van zijwaartse sprongen. Hierbij houden zij hun korte armen boven hun kop. Met hun relatief lange benen kunnen ze bovendien enorme afstanden afleggen wanneer ze van boom naar boom springen, soms wel 10 meter per sprong.
Sifaka's hebben een kop-romplengte van 45 tot 55 centimeter, een lichaamsgewicht van drie tot zeven kilogram en een staartlengte van 43,2 tot 56 centimeter.

## Voedsel en leefgebied

Distributie van verschillende sifaka (Propithecus) soorten op Madagaskar, volgens de gegevens van IUCN

De sifaka's leven in de droge loofverliezende bossen in het zuiden en de regenwouden in het noorden en westen van het Afrikaanse eiland Madagaskar.
Ze leven voornamelijk hoog in de bomen en zijn overdag actief. Ze zijn herbivoor en eten voornamelijk bladeren, aangevuld met boomschors, bloemen en vruchten. Ze komen niet naar de grond om te drinken. In drogere perioden moeten ze zo'n negen maanden vocht uit andere bronnen dan water halen.

## Gedrag
Sifaka's leven in kleine gemengde groepjes, bestaande uit zo'n vijf dieren (maximum dertien). Vrouwtjes blijven hun hele leven in dezelfde groep, mannetjes wisselen daarentegen vaak van groep. De vrouwtjes bepalen de richting waarin een groep zich begeeft. Tijdens het zoeken naar eten verspreiden de dieren zich, waardoor de dieren voornamelijk in de rustperiode, 's nachts, met elkaar contact hebben. De hele groep slaapt in dezelfde boom, op zo'n dertien meter hoogte. Behalve de contactroep "Sie-fak" zijn sifaka's vrij stille dieren, dit in tegenstelling tot de andere indriachtigen, de indri en de wolmaki's.
In sommige gebieden, waarschijnlijk gebieden met weinig voedsel, zijn de dieren territoriaal, maar in andere gebieden leven buren vreedzaam naast elkaar.

## Voortplanting
Sifaka's van beide geslachten paren meerdere malen, wat betekent dat er een grote competitie moet bestaan tussen mannetjes om zich te kunnen voortplanten. Sifaka-mannetjes hebben echter vrij kleine testikels, waardoor de kansen van het sperma om een eicel te bevruchten blijkbaar geen belangrijke rol spelen in de competitie. Wel hebben dominante mannetjes grotere testikels dan ondergeschikte mannetjes, en onderdrukken chemische signalen uit de geurklieren van dominante mannetjes waarschijnlijk de voortplantingsdrang van onderschikte mannetjes. Ook is infanticide, kindermoord, bekend bij soorten uit dit geslacht.
De draagtijd bedraagt zo'n vijf maanden. De sifaka krijgt per worp slechts één jong, dat de moeder de hele tijd bij zich draagt. Vrouwtjes zijn geslachtsrijp na vier tot vijf jaar.

## Bedreiging
De belangrijkste natuurlijke vijand is de fossa. Tegenwoordig staan echter de meeste soorten door menselijk toedoen op de Rode Lijst, ondanks het feit dat veel sifaka's worden beschermd door fady, een Malagassisch bijgeloof dat de dieren beschermt tegen de jacht. Veel soorten worden ook bedreigd door habitatverlies door ondoordacht gebruik van landbouwgrond, aangestoken vuren om akkers te creëren, overbegrazing door vee, commerciële houtkap en houtskoolproductie. Enkele soorten, zoals de goudkroonsifaka, worden met uitsterven bedreigd.

## Taxonomie
Veel sifaka's die nu als volle soorten worden beschouwd, werden voorheen als ondersoort beschouwd van de verreauxsifaka, diadeemsifaka of goudkroonsifaka. Er worden tegenwoordig 9 soorten tot dit geslacht gerekend:
- Propithecus candidus – Zijdesifaka
- Propithecus coquereli – Coquerels kroonsifaka
- Propithecus coronatus – Kroonsifaka
- Propithecus deckenii – Von der Deckens sifaka
- Propithecus diadema – Diadeemsifaka
- Propithecus edwardsi – Milne-Edwards' sifaka
- Propithecus perrieri – Perriers sifaka
- Propithecus tattersalli – Goudkroonsifaka
- Propithecus verreauxi – Verreauxsifaka

### Afbeeldingen

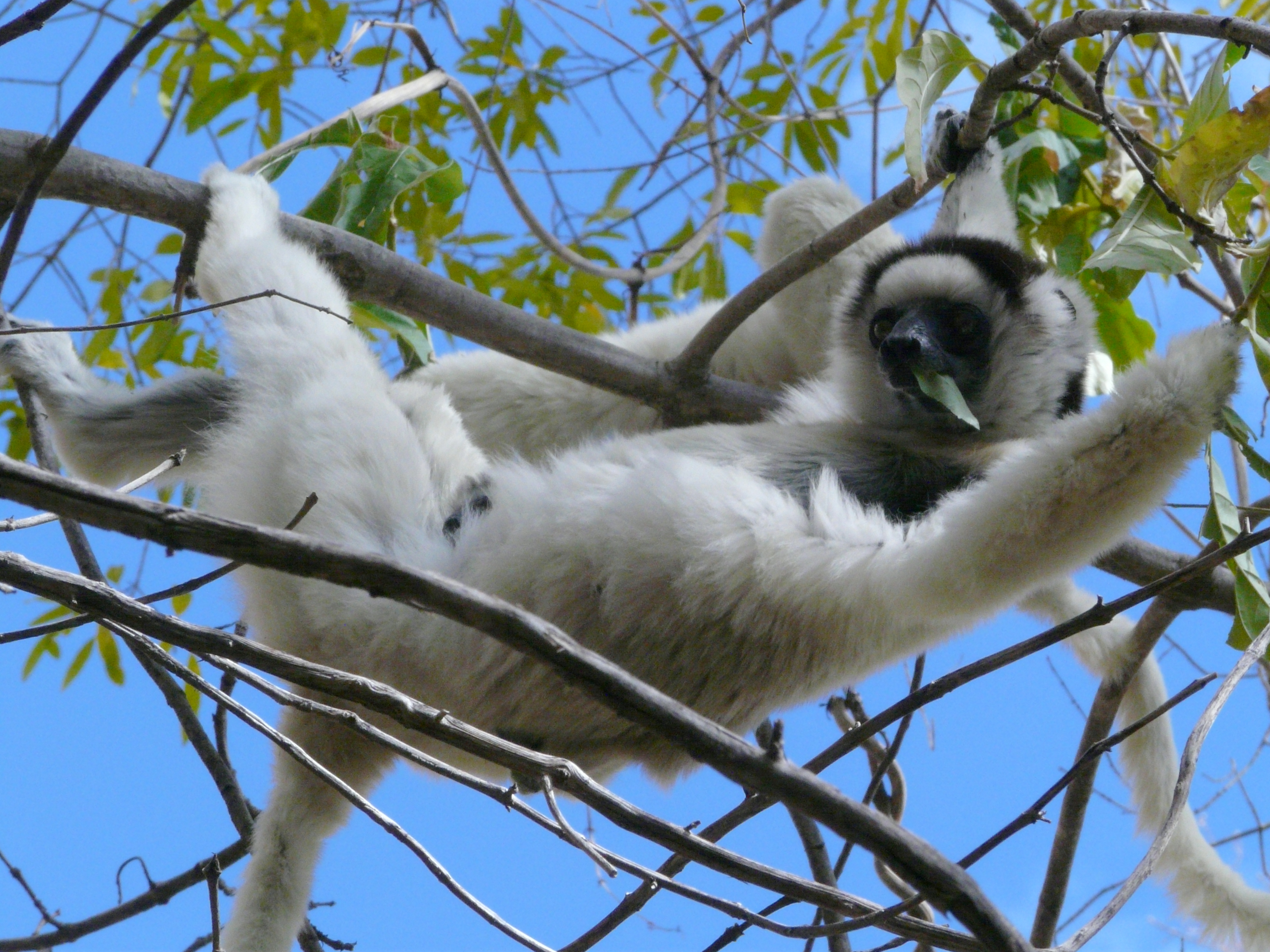
Verreauxsifaka (Propithecus verreauxi)
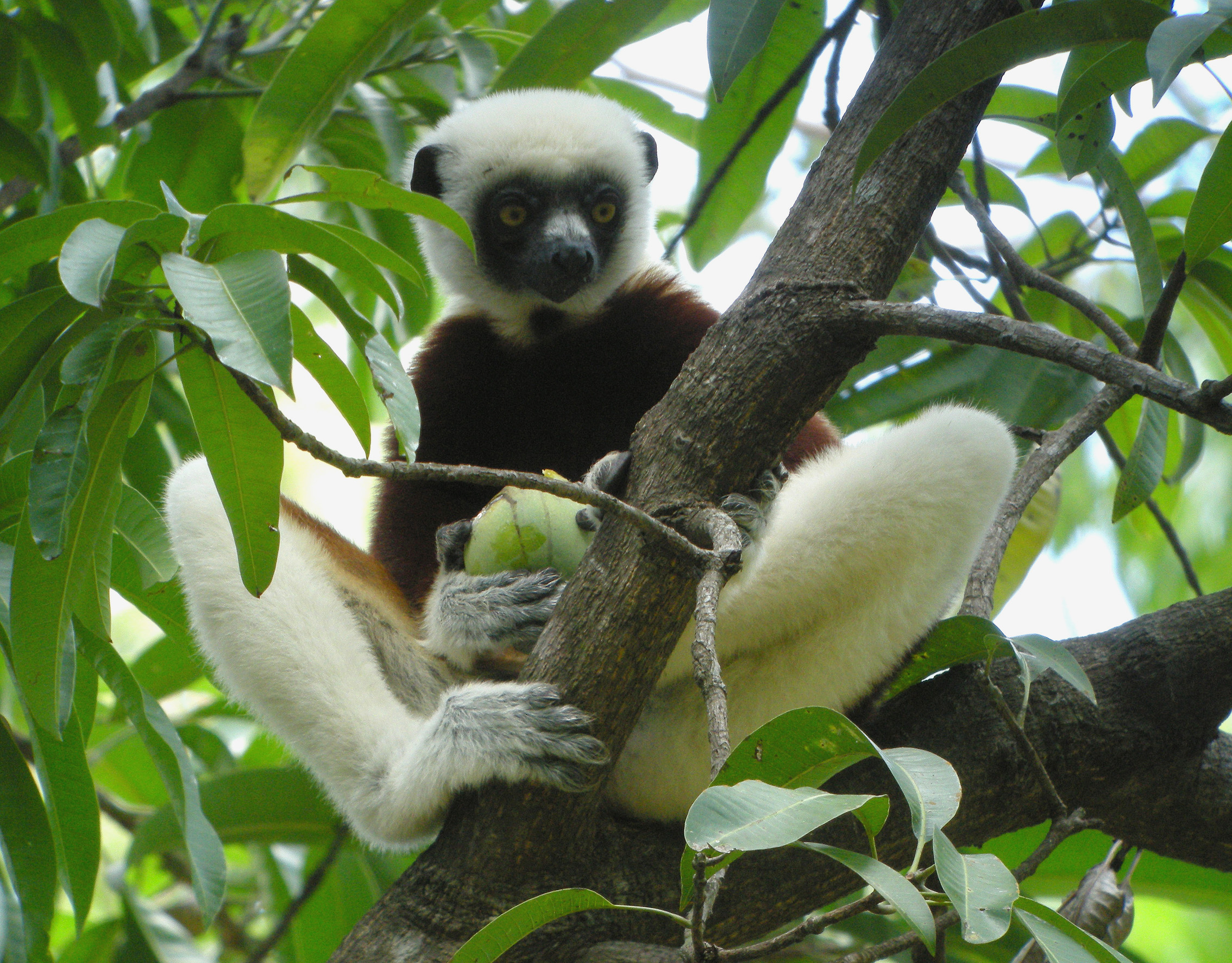
Coquerels kroonsifaka (Propithecus coquereli)
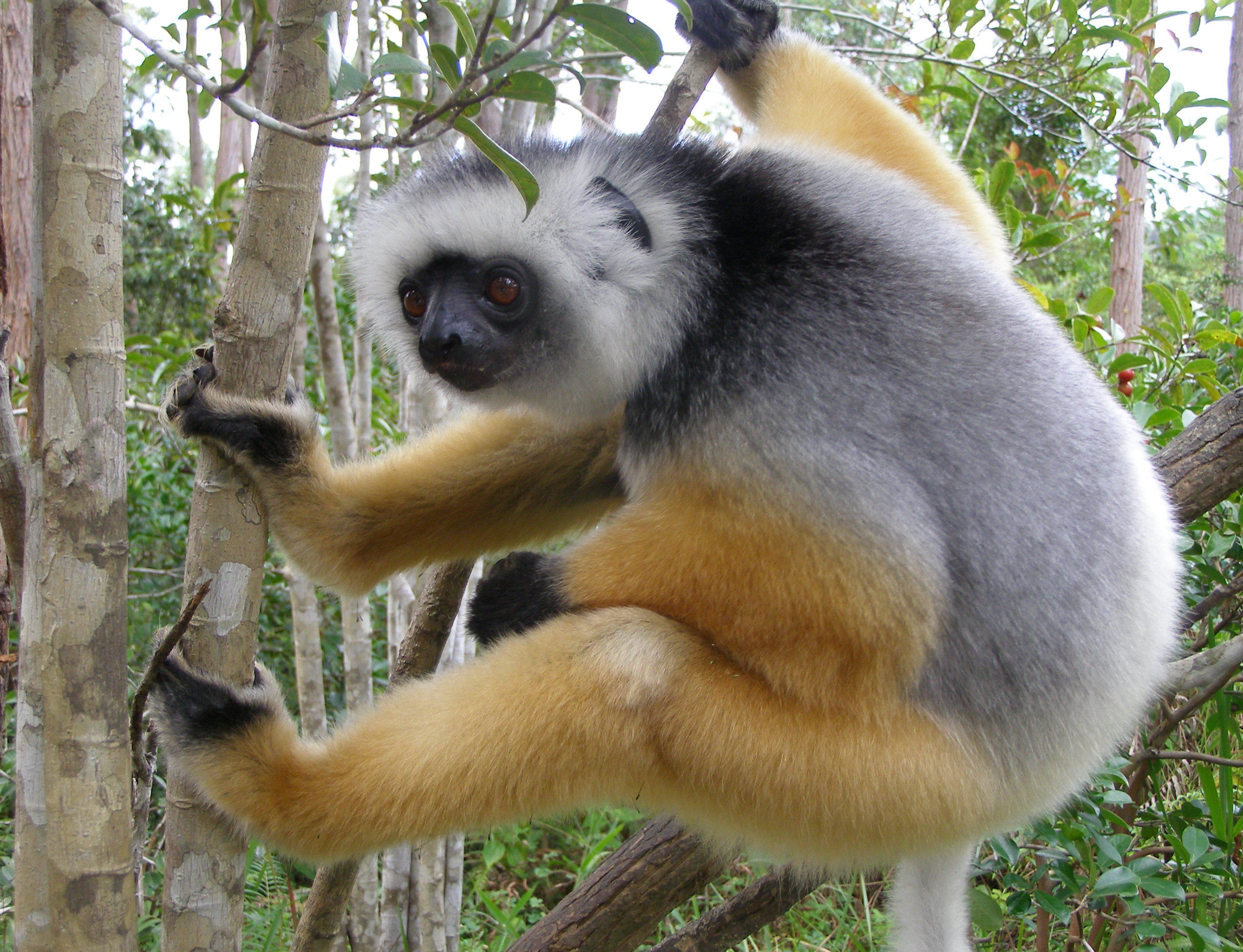
Diadeemsifaka (Propithecus diadema)
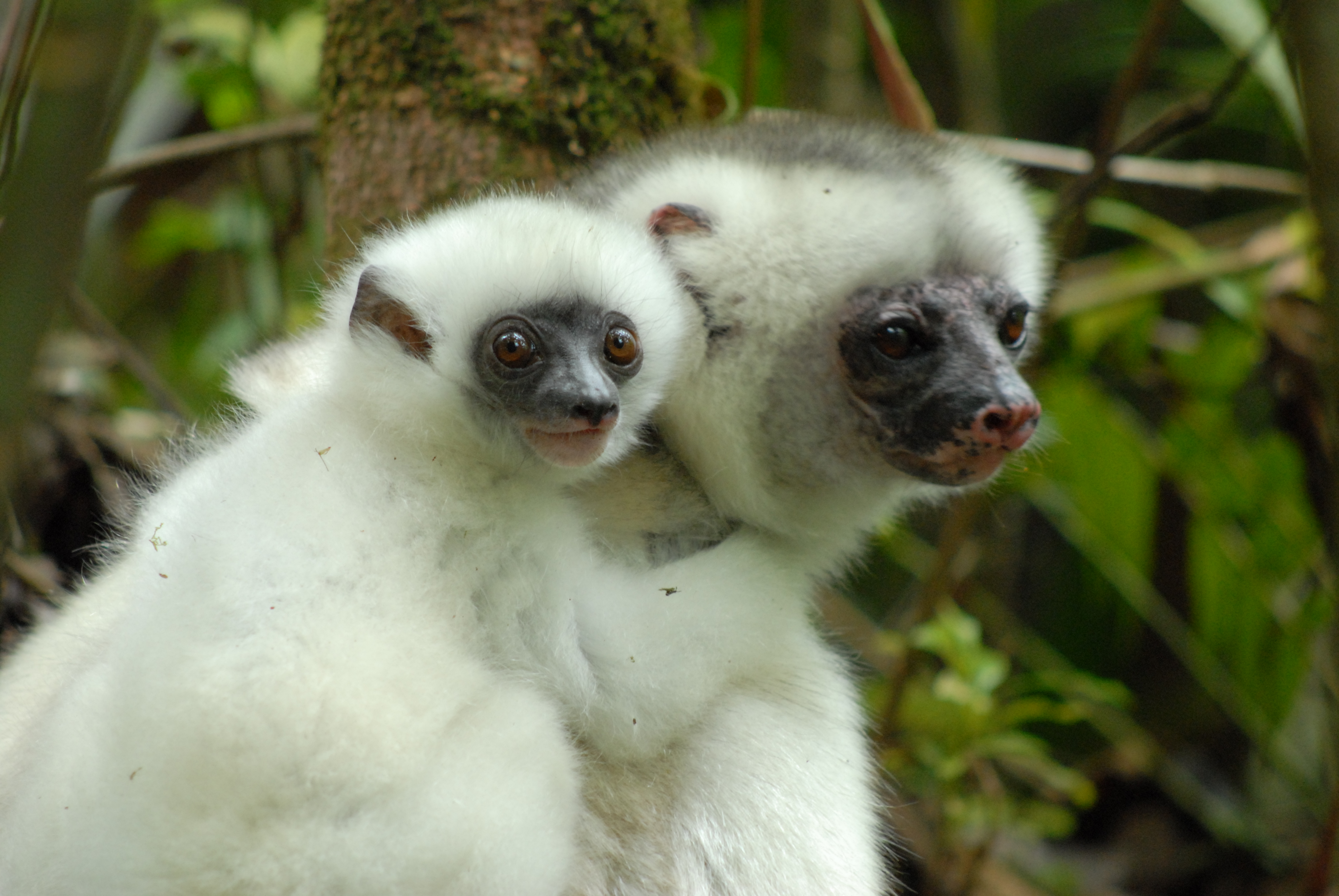
Zijdesifaka (Propithecus candidus)
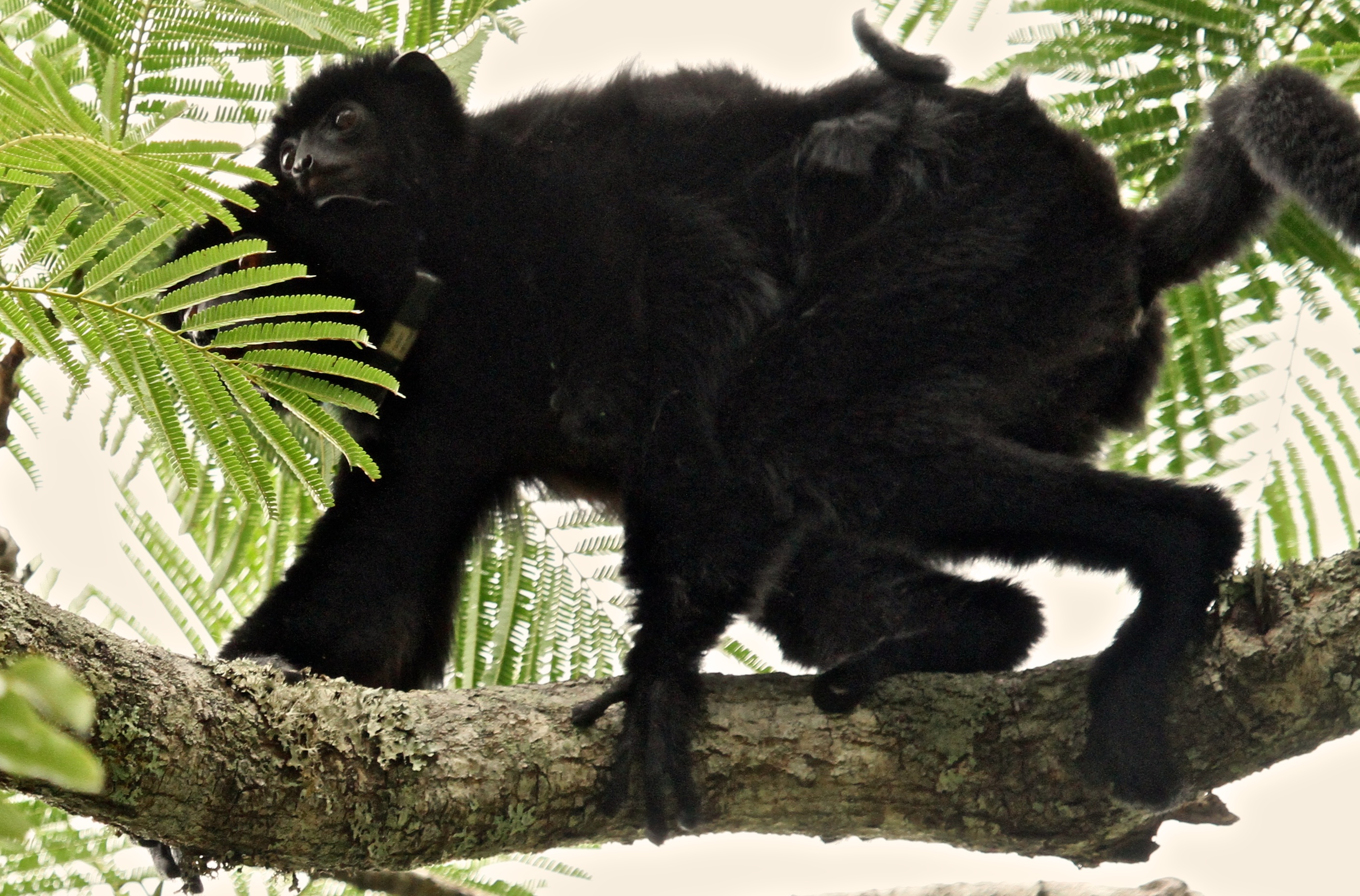
Perriers sifaka (Propithecus perrieri)
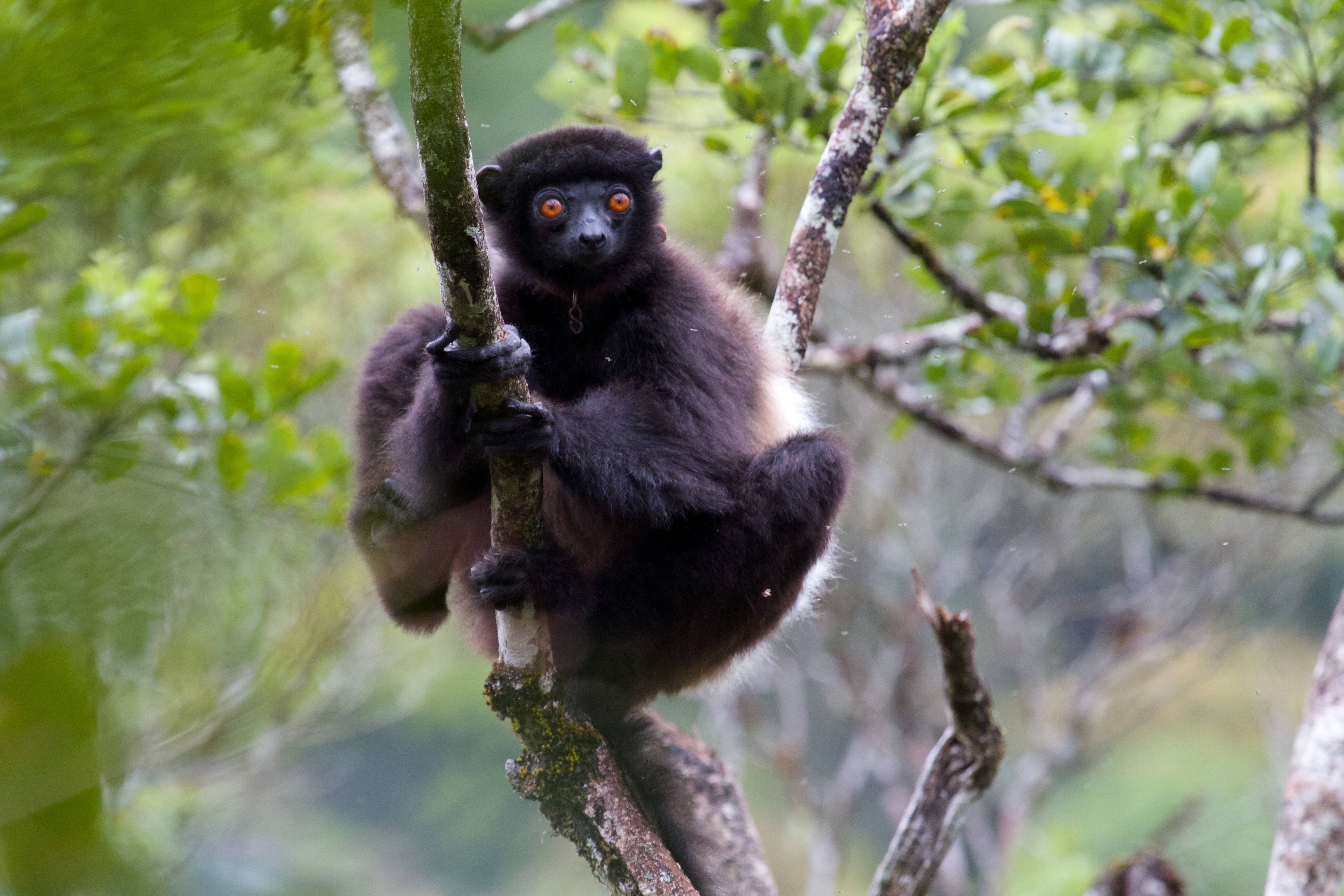
Milne-Edwards' sifaka (Propithecus edwardsi)
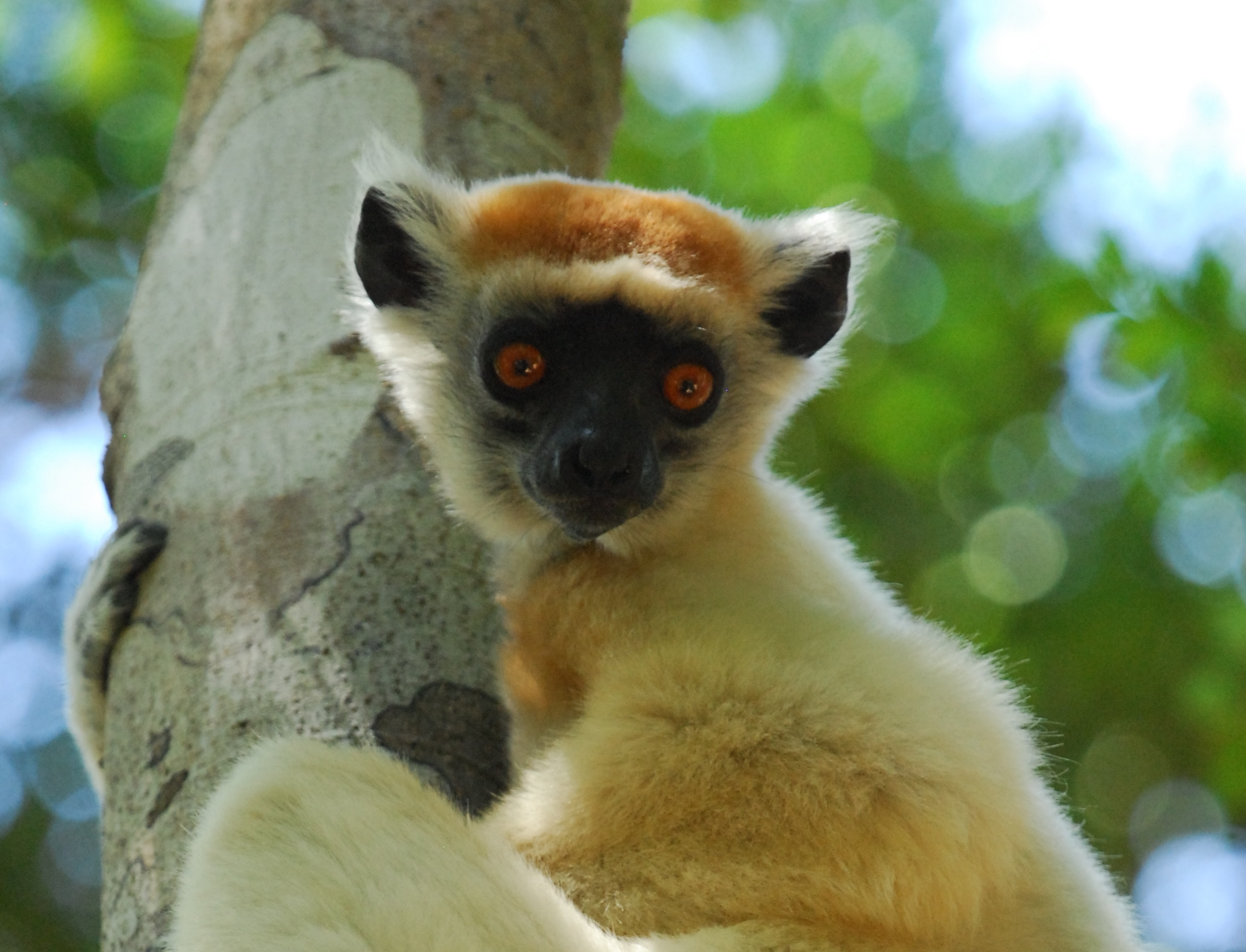
Goudkroonsifaka (Propithecus tattersalli)
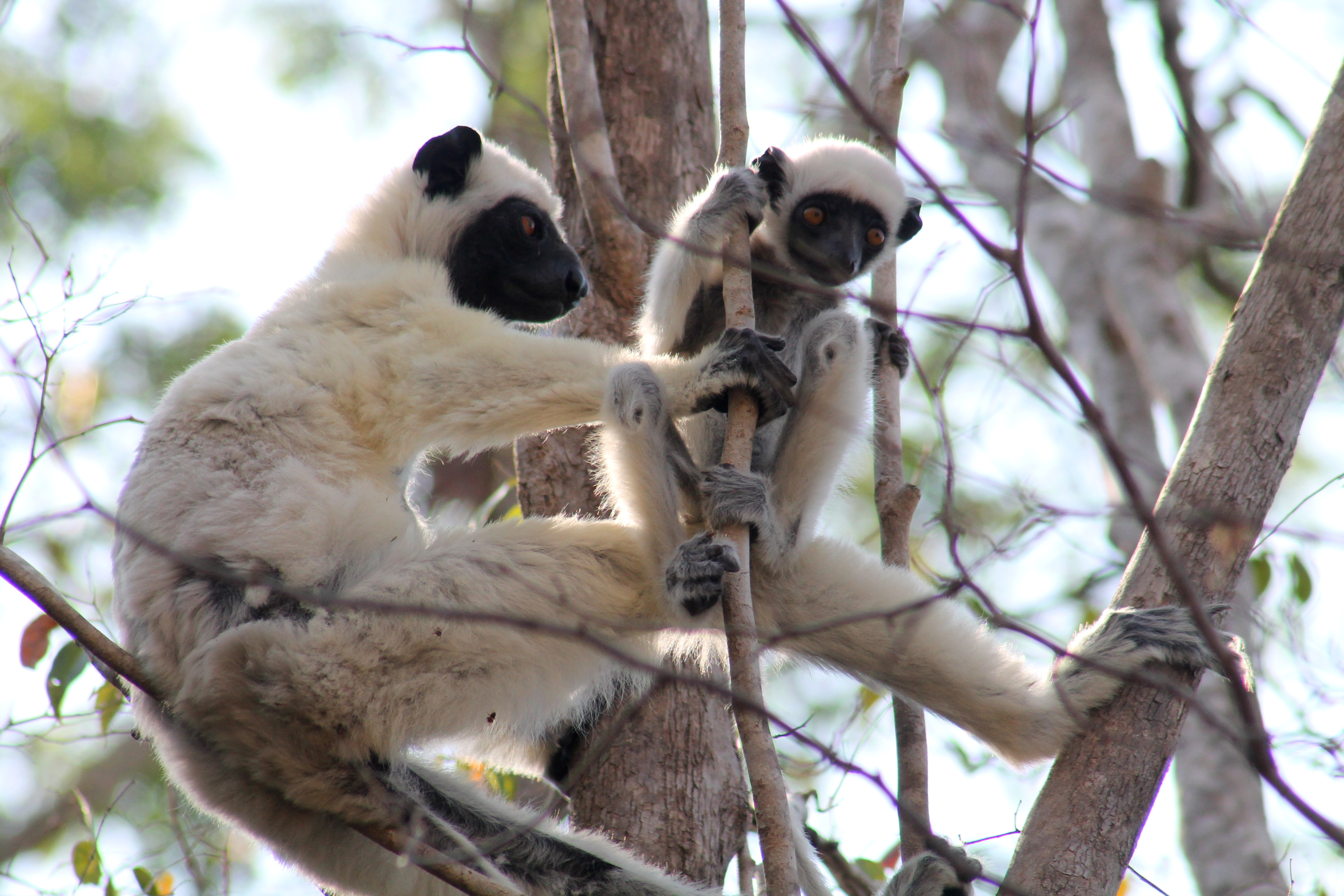
Von der Deckens sifaka (Propithecus deckenii)
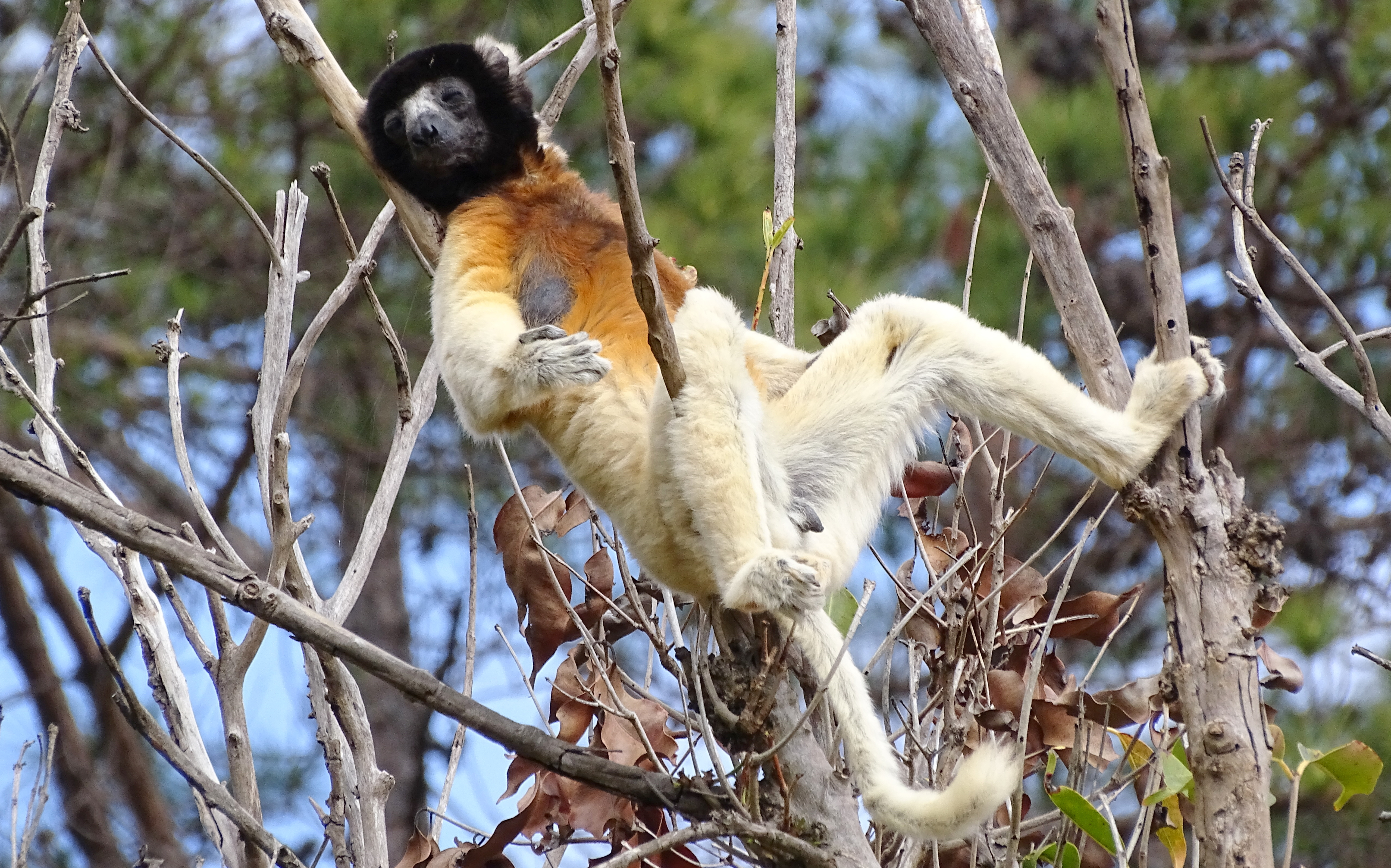
Kroonsifaka (Propithecus coronatus